# Кубок Европы по лёгкой атлетике 1985
10-й Кубок Европы по лёгкой атлетике прошёл 17—18 августа 1985 года на Центральном стадионе имени В. И. Ленина в Москве, столице СССР. На старт финала A (сильнейшего дивизиона турнира) вышли по 8 сильнейших сборных континента среди мужчин и женщин. На протяжении двух дней участники боролись за командные очки в 20 мужских и 16 женских легкоатлетических дисциплинах.
Ранее 10—11 августа в венгерском Будапеште состоялся финал B, в австрийском Швехате и исландском Рейкьявике — финалы C.
На турнире проходил отбор на Кубок мира 1985 года в Канберре. Право представлять Европу заслужили по две лучшие команды, СССР и ГДР как у мужчин, так и у женщин.
В программу Кубка Европы впервые был включён бег на 10 000 метров у женщин.
По уровню показанных результатов этот финал A стал лучшим в истории. В женской части соревнований были установлены 15 рекордов Кубка Европы (из 16 возможных), а вместе с мужчинами общее число рекордных результатов достигло 23 (почти 2/3 от всех проводимых видов).
20-летняя Стефка Костадинова из Болгарии показала второй результат в истории женского прыжка в высоту, 2,06 м: выше на 1 см прыгала только её соотечественница Людмила Андонова годом ранее. Вместе с Тамарой Быковой они сделали попытки на высоте мирового рекорда, но в этот раз безуспешно.
Ольга Владыкина за явным преимуществом выиграла бег на 400 метров и установила новый рекорд СССР — 48,60, восьмой результат в мировой истории. Ещё одно всесоюзное достижение оказалось на счету Ольги в эстафете 4×400 метров, где она выступала на четвёртом этапе — 3.18,58.
Александр Васильев стал первым и единственным советским легкоатлетом, пробежавшим 400 метров с барьерами быстрее 48 секунд (47,92). Однако даже этого результата ему не хватило, чтобы опередить рекордсмена Европы Харальда Шмида.
19-летняя британка Золя Бадд с национальным рекордом выиграла дистанцию 3000 метров (8.35,32).

## Финал A

### Командное первенство
Основная борьба и у мужчин, и у женщин развернулась между командами СССР и ГДР. В обоих случаях команды были близко друг к другу большую часть турнира, а решающие события происходили в середине второго дня. Перелом в мужских соревнованиях произошёл после бега на 110 метров с барьерами, где Сергей Усов выиграл, а его восточногерманский оппонент Йорг Науман стал восьмым и проиграл таким образом семь очков прямому конкуренту. Среди женщин борьба была упорней, а отрыв советской команды увеличивался постепенно и к концу составил 7 очков.
Таким образом, мужская сборная СССР прервала серию команды ГДР из пяти побед подряд и спустя 12 лет вернула себе главный приз, «Флорентийскую чашу». Женщины шли к своей победе и обладанию «Серебряной девушкой» ещё дольше: ГДР до этого выиграла последние 7 финалов, а предыдущий успех советской сборной был датирован 1967 годом.
Франция у мужчин и Италия у женщин выбыли в финал B.
| Место | Команда        | Очки |
| ----- | -------------- | ---- |
| 1     | СССР           | 125  |
| 2     | ГДР            | 114  |
| 3     | ФРГ            | 92   |
| 4     | Великобритания | 90   |
| 5     | Польша         | 85   |
| 6     | Италия         | 72   |
| 7     | Чехословакия   | 72   |
| 8     | Франция        | 68   |

| Место | Команда        | Очки |
| ----- | -------------- | ---- |
| 1     | СССР           | 118  |
| 2     | ГДР            | 111  |
| 3     | Великобритания | 67   |
| 4     | Болгария       | 65   |
| 5     | Чехословакия   | 62   |
| 6     | Польша         | 60   |
| 7     | ФРГ            | 57   |
| 8     | Италия         | 35   |

### Сильнейшие в отдельных видах — мужчины
Сокращения: WR — мировой рекорд | ER — рекорд Европы | NR — национальный рекорд | CR — рекорд Кубков Европы

| Дисциплина                          | 1-е место                                                                            | 1-е место          | 2-е место                                                                 | 2-е место          | 3-е место                                                                 | 3-е место          |
| ----------------------------------- | ------------------------------------------------------------------------------------ | ------------------ | ------------------------------------------------------------------------- | ------------------ | ------------------------------------------------------------------------- | ------------------ |
| 100 м (ветер: +0,6 м/с)             | Мариан Воронин Польша                                                                | 10,14              | Владимир Муравьёв СССР                                                    | 10,22              | Франк Эммельман ГДР                                                       | 10,33              |
| 200 м (ветер: +0,2 м/с)             | Франк Эммельман ГДР                                                                  | 20,23 NR           | Александр Евгеньев СССР                                                   | 20,42              | Ральф Любке ФРГ                                                           | 20,43              |
| 400 м                               | Томас Шёнлебе ГДР                                                                    | 44,96 CR           | Владимир Крылов СССР                                                      | 45,22              | Дерек Редмонд Великобритания                                              | 45,35              |
| 800 м                               | Том Маккин Великобритания                                                            | 1.49,11            | Пётр Пекарский Польша                                                     | 1.49,73            | Петер Браун ФРГ                                                           | 1.49,79            |
| 1500 м                              | Стив Крэм Великобритания                                                             | 3.43,71            | Олаф Байер ГДР                                                            | 3.44,96            | Стефано Меи Италия                                                        | 3.45,14            |
| 5000 м                              | Альберто Кова Италия                                                                 | 14.05,45           | Томас Вессингхаге ФРГ                                                     | 14.05,72           | Стив Харрис Великобритания                                                | 14.06,25           |
| 10 000 м                            | Альберто Кова Италия                                                                 | 28.51,46           | Вернер Шильдхауэр ГДР                                                     | 28.56,57           | Кристоф Херле ФРГ                                                         | 29.02,92           |
| Эстафета 4×100 м                    | СССР · Андрей Шляпников · Александр Семёнов · Александр Евгеньев · Владимир Муравьёв | 38,28 CR           | ГДР · Хайко Труппель · Штеффен Брингман · Олаф Пренцлер · Франк Эммельман | 38,53              | Италия · Антонио Улло · Карло Симионато · Доменико Горла · Стефано Тилли  | 38,88              |
| Эстафета 4×400 м                    | ФРГ Эрвин Скамраль Клаус Юст Харальд Шмид Ральф Любке                                | 3.00,36 NR CR      | ГДР · Гуидо Лиске · Йенс Карловиц · Матиас Шерзинг · Томас Шёнлебе        | 3.00,48            | Великобритания · Алан Слэк · Крисс Акабуси · Дерек Редмонд · Тодд Беннетт | 3.03,31            |
| 110 м с барьерами (ветер: +0,6 м/с) | Сергей Усов СССР                                                                     | 13,56              | Даниэле Фонтеккьо Италия                                                  | 13,66              | Стефан Каристан Франция                                                   | 13,67              |
| 400 м с барьерами                   | Харальд Шмид ФРГ                                                                     | 47,85 =CR          | Александр Васильев СССР                                                   | 47,92 NR           | Марк Холтом Великобритания                                                | 50,47              |
| 3000 м с препятствиями              | Патриц Ильг ФРГ                                                                      | 8.16,14            | Богуслав Маминьский Польша                                                | 8.17,40            | Жозеф Махмуд Франция                                                      | 8.17,85            |
| Прыжок в высоту                     | Ян Звара Чехословакия                                                                | 2,29 м             | Герд Вессиг ГДР                                                           | 2,29 м             | Игорь Паклин СССР                                                         | 2,26 м             |
| Прыжок с шестом                     | Сергей Бубка СССР                                                                    | 5,80 м CR          | Филипп Колле Франция                                                      | 5,70 м             | Мариан Коляса Польша                                                      | 5,60 м             |
| Прыжок в длину                      | Сергей Лаевский СССР                                                                 | 8,19 м (+0,5 м/с)  | Ян Лейтнер Чехословакия                                                   | 8,00 м (−0,6 м/с)  | Уве Ланге ГДР                                                             | 7,96 м (+0,2 м/с)  |
| Тройной прыжок                      | Джон Херберт Великобритания                                                          | 17,39 м (+0,9 м/с) | Фолькер Май ГДР                                                           | 17,26 м (+1,7 м/с) | Олег Проценко СССР                                                        | 16,99 м (+0,9 м/с) |
| Толкание ядра                       | Сергей Смирнов СССР                                                                  | 22,05 м NR CR      | Алессандро Андреи [a] Италия                                              | 21,26 м [a]        | Удо Байер [a] ГДР                                                         | 20,51 м [a]        |
| Метание диска                       | Имрих Бугар Чехословакия                                                             | 66,80 м            | Георгий Колноотченко СССР                                                 | 65,60 м            | Дариуш Юзышин Польша                                                      | 65,12 м NR         |
| Метание молота                      | Юри Тамм СССР                                                                        | 82,90 м CR         | Франтишек Врбка Чехословакия                                              | 80,38 м NR         | Маттиас Модер ГДР                                                         | 77,88 м            |
| Метание копья                       | Уве Хон ГДР                                                                          | 92,88 м CR         | Виктор Евсюков СССР                                                       | 88,26 м            | Зденек Адамец Чехословакия                                                | 86,08 м            |

a  Допинг-проба толкателя ядра Ремигиуса Махуры из Чехословакии дала положительный результат на станозолол. Спортсмен был дисквалифицирован на 2 года, а его выступление на Кубке Европы — 1985, второе место с результатом 21,45 м, было аннулировано.

### Сильнейшие в отдельных видах — женщины
| Дисциплина                          | 1-е место                                                                     | 1-е место            | 2-е место                                                                            | 2-е место         | 3-е место                                                                                   | 3-е место         |
| ----------------------------------- | ----------------------------------------------------------------------------- | -------------------- | ------------------------------------------------------------------------------------ | ----------------- | ------------------------------------------------------------------------------------------- | ----------------- |
| 100 м (ветер: +0,1 м/с)             | Марлис Гёр ГДР                                                                | 10,95 CR             | Марина Жирова СССР                                                                   | 10,98             | Анелия Нунева Болгария                                                                      | 11,14             |
| 200 м (ветер: +0,2 м/с)             | Марита Кох ГДР                                                                | 22,02 CR             | Эльвира Барбашина СССР                                                               | 22,70             | Ева Каспшик Польша                                                                          | 22,72             |
| 400 м                               | Ольга Владыкина СССР                                                          | 48,60 NR =CR         | Кирстен Эммельман ГДР                                                                | 50,20             | Росица Стаменова Болгария                                                                   | 51,75             |
| 800 м                               | Ярмила Кратохвилова Чехословакия                                              | 1.55,91 CR           | Надежда Олизаренко СССР                                                              | 1.56,63           | Кристин Вахтель ГДР                                                                         | 1.56,71           |
| 1500 м                              | Равиля Аглетдинова СССР                                                       | 3.58,40 CR           | Кристина Боксер Великобритания                                                       | 4.02,58           | Хильдегард Кёрнер ГДР                                                                       | 4.03,55           |
| 3000 м                              | Золя Бадд Великобритания                                                      | 8.35,32 NR CR        | Замира Зайцева СССР                                                                  | 8.35,74           | Ульрике Брунс ГДР                                                                           | 8.36,51           |
| 10 000 м                            | Ольга Бондаренко СССР                                                         | 31.47,38 CR          | Инес Бибернелль ГДР                                                                  | 32.47,42          | Анджела Туби Великобритания                                                                 | 33.04,66          |
| Эстафета 4×100 м                    | ГДР · Зильке Гладиш · Марита Кох · Ингрид Ауэрсвальд · Марлис Гёр             | 41,65 CR             | СССР · Антонина Настобурко · Наталья Помощникова · Марина Жирова · Эльвира Барбашина | 42,00 NR          | Польша · Эльжбета Томчак · Ивона Пакула · Ева Писевич · Ева Каспшик                         | 42,71 NR          |
| Эстафета 4×400 м                    | СССР · Ирина Назарова · Надежда Олизаренко · Мария Пинигина · Ольга Владыкина | 3.18,58 NR CR        | ГДР · Кирстен Эммельман · Сабине Буш · Дагмар Нойбауэр · Петра Мюллер                | 3.20,10           | Чехословакия · Алена Булирова · Зузана Моравчикова · Милена Стрнадова · Ярмила Кратохвилова | 3.26,59           |
| 100 м с барьерами (ветер: +1,6 м/с) | Гинка Загорчева Болгария                                                      | 12,77 =CR            | Вера Акимова СССР                                                                    | 12,80             | Корнелия Ошкенат ГДР                                                                        | 12,83             |
| 400 м с барьерами                   | Сабине Буш ГДР                                                                | 54,13 CR             | Марина Степанова СССР                                                                | 54,73             | Геновефа Блашак Польша                                                                      | 55,90             |
| Прыжок в высоту                     | Стефка Костадинова Болгария                                                   | 2,06 м CR            | Тамара Быкова СССР                                                                   | 2,02 м            | Зузанне Хельм ГДР                                                                           | 1,96 м            |
| Прыжок в длину                      | Галина Чистякова СССР                                                         | 7,28 м (+0,9 м/с) CR | Хайке Дрекслер ГДР                                                                   | 7,23 м (+0,6 м/с) | Сабине Браун ФРГ                                                                            | 6,71 м (+0,5 м/с) |
| Толкание ядра                       | Наталья Лисовская СССР                                                        | 21,10 м              | Гелена Фибингерова Чехословакия                                                      | 19,86 м           | Инес Мюллер ГДР                                                                             | 19,76 м           |
| Метание диска                       | Галина Савинкова СССР                                                         | 70,24 м CR           | Мартина Опиц ГДР                                                                     | 68,20 м           | Цветанка Христова [b] Болгария                                                              | 62,92 м [b]       |
| Метание копья                       | Петра Фельке ГДР                                                              | 73,20 м CR           | Фатима Уитбред Великобритания                                                        | 71,90 м           | Наталья Коленчукова СССР                                                                    | 65,92 м           |

b  Допинг-проба рекордсменки мира в метании диска из Чехословакии Зденьки Шильгавой дала положительный результат на наличие анаболических стероидов. Спортсменка была пожизненно дисквалифицирована (позднее ИААФ сократила срок дисквалификации до 18 месяцев), а её выступление на Кубке Европы — 1985, третье место с результатом 66,42 м, было аннулировано.

## Финал B
Финал B прошёл 10—11 августа в венгерском Будапеште. В следующий розыгрыш финала A вышли Испания у мужчин и Франция у женщин. Вылетели в финал C Греция и Норвегия у мужчин и Югославия и Дания у женщин.
| Место | Команда   | Очки  |
| ----- | --------- | ----- |
| 1     | Испания   | 116   |
| 2     | Болгария  | 113   |
| 3     | Венгрия   | 106,5 |
| 4     | Финляндия | 82,5  |
| 5     | Швейцария | 82    |
| 6     | Югославия | 81    |
| 7     | Греция    | 81    |
| 8     | Норвегия  | 57    |

| Место | Команда    | Очки |
| ----- | ---------- | ---- |
| 1     | Франция    | 102  |
| 2     | Румыния    | 101  |
| 3     | Венгрия    | 82   |
| 4     | Финляндия  | 69   |
| 5     | Нидерланды | 68   |
| 6     | Швеция     | 61   |
| 7     | Югославия  | 57   |
| 8     | Дания      | 35   |

## Финалы C
Финалы C прошли 10—11 августа в двух дивизионах. Команды первой группы выступали в австрийском Швехате, второй группы — в исландском Рейкьявике. В следующий розыгрыш финала B вышли Австрия и Швеция у мужчин и Швейцария и Норвегия у женщин.

### Финал C1 (Швехат)
| Место | Команда    | Очки |
| ----- | ---------- | ---- |
| 1     | Австрия    | 75   |
| 2     | Португалия | 72   |
| 3     | Нидерланды | 68   |
| 4     | Кипр       | 48   |
| 5     | Турция     | 37   |

| Место | Команда    | Очки |
| ----- | ---------- | ---- |
| 1     | Швейцария  | 82   |
| 2     | Испания    | 68   |
| 3     | Австрия    | 65   |
| 4     | Португалия | 52   |
| 5     | Кипр       | 36   |
| 6     | Греция     | 32   |

### Финал C2 (Рейкьявик)
| Место | Команда  | Очки |
| ----- | -------- | ---- |
| 1     | Швеция   | 79   |
| 2     | Бельгия  | 68   |
| 3     | Дания    | 54   |
| 4     | Ирландия | 53   |
| 5     | Исландия | 45   |

| Место | Команда  | Очки |
| ----- | -------- | ---- |
| 1     | Норвегия | 49   |
| 2     | Бельгия  | 48   |
| 3     | Ирландия | 32   |
| 4     | Исландия | 30   |